# Mujeres (película)
Mujeres (The Women) es una película estadounidense de 1939, del género comedia dramática, dirigida por George Cukor; está basada en la obra teatral homónima de Clare Boothe Luce y fue adaptada por Anita Loos y Jane Murfin.
La cinta tiene como estrellas a Norma Shearer, Joan Crawford y Rosalind Russell, a quienes secundan Paulette Goddard, Joan Fontaine, Lucile Watson, Mary Boland, Florence Nash y Virginia Grey. Marjorie Main y Phyllis Povah también participan, retomando su roles de la pieza teatral. Ruth Hussey, Virginia Weidler, Butterfly McQueen, y Hedda Hopper tienen pequeños papeles.
La película sigue la idea de la obra teatral de que todos los personajes son femeninos y así el elenco completo se compone de 130 mujeres. Situada en los sofisticados departamentos de Manhattan de la alta sociedad, y en Reno, Nevada, presenta un mordaz comentario de las vidas regaladas y de las luchas de poder de varias mujeres casadas, ricas y hastiadas, y de otras mujeres que entran en contacto con ellas. En todo el filme, ningún personaje masculino se ve o se oye.
Filmado en blanco y negro, incluye una secuencia de seis minutos en Technicolor, un desfile de moda, con los diseños del modisto Adrian.

## Argumento
Mary Haines (Norma Shearer) se plantea divorciarse de su marido cuando la aventura que este mantiene con una vendedora de perfumes, Crystal Allen (Joan Crawford), de unos grandes almacenes se convierte en el cotilleo de más éxito en su círculo de amigos. Tal vez, si la historia no se hubiese divulgado ella no habría tomado esta decisión, pero siendo de dominio público, no tiene más remedio que poner fin a su matrimonio.
Mujeres sigue las vidas de las mujeres de Manhattan, centrándose en particular en Mary Haines (Norma Shearer), la alegre y contenta esposa de Stephen y madre de Little Mary (Virginia Weidler). Después de que se oyen algunos cotilleos, visitan a estas mujeres adineradas, la prima de Mary Sylvia Fowler (Rosalind Russell) que va a un salón para obtener el nuevo y exclusivo color de uñas: Jungle Red. Ella oye de una manicura que el marido de Mary ha estado teniendo una aventura amorosa con una chica vendedora de perfume llamada Crystal Allen (Joan Crawford). Siendo un chisme notorio, Sylvia se complace en compartir las noticias con los amigos de Mary; establece a Mary con una cita con la misma manicura para que escuche el rumor sobre la infidelidad de Stephen.
Mientras que la madre de Mary (Lucile Watson) la insta a que ignore los chismes, Mary comienza a tener sus propias sospechas sobre las afirmaciones cada vez más frecuentes de su marido de que necesita trabajar hasta tarde. Decide viajar a Bermudas con su madre para pensar sobre la situación y esperar que los rumores se desvanezcan. A su regreso, Mary se dirige a un desfile de moda y descubre que Crystal está presente, probándose la ropa en un vestidor. Mary, ante la insistencia de Sylvia, se enfrenta a ella, pero Crystal no se disculpa y sugiere astutamente que Mary mantenga el statu quo a menos que quiera perder a Stephen en un divorcio. Con el corazón destrozado y humillado, Mary se va rápidamente. El chisme continúa, exacerbado por Sylvia y su amiga Edith (Phyllis Povah), quienes convierten el asunto en un escándalo público al contar la versión de Sylvia de la historia a un notorio columnista de chismes. Mary decide divorciarse de su marido a pesar de sus esfuerzos para convencerla de que se quede. 
En el tren a Reno, Mary se encuentra con varias mujeres con el mismo destino: la extravagante condesa de Lave (Mary Boland); Miriam Aarons (Paulette Goddard), una corista; y, para su sorpresa, su amiga Peggy Day (Joan Fontaine), una joven tímida. Mary y sus nuevas amigas se establecen en un rancho de Reno, donde obtienen un montón de consejos no solicitados de Lucy (Marjorie Main), la mujer que dirige el rancho. La condesa cuenta historias de sus múltiples esposos y parece haber encontrado otra perspectiva en Reno, un vaquero llamado Buck Winston. Miriam revela que ha tenido una aventura con el esposo de Sylvia Fowler y planea casarse con él. 
Antes de que Mary pueda decidir, suena la llamada de Stephen, quien le informa que Crystal y él se han casado.
Pasan dos años En el departamento de Haines, Crystal, ahora la Sra. Haines, está tomando un baño de burbujas y hablando por teléfono con su amante, que resulta ser Buck Winston, ahora marido de la condesa y una exitosa estrella de radio. La pequeña escucha por casualidad la conversación antes de ser ahuyentada por Crystal, quien, como era de esperar, no tiene tiempo ni paciencia para la niña. Sylvia descubre con quién está teniendo una aventura amorosa Crystal.  Sylvia guarda esta información para usarla más tarde. Mary organiza una cena para sus amigos de Reno para celebrar el aniversario de dos años de la condesa y Buck, después de lo cual la condesa, Miriam y Peggy van a un club nocturno e instan a Mary a que venga. Mary decide quedarse en casa. Charla con Little Mary, quien sin querer revela lo infeliz que es Stephen y menciona la conversación de Crystal con Buck por teléfono. Esta noticia cambia la opinión de Mary sobre la fiesta. Se viste, con la intención de luchar para recuperar a su ex: "¡He tenido dos años para cultivar garras"
En el club nocturno (en la sala de mujeres), Mary vitorea los detalles de la aventura de Sylvia, luego se asegura de que se le avise a un columnista de chismes (interpretada por una de la vida real, Hedda Hopper). Mary le dice a la condesa que su marido, Buck, ha estado teniendo una aventura con Crystal, luego le informa a Crystal que todos saben lo que ha estado haciendo. A Crystal no le importa y le dice a Mary que puede recuperar a Stephen, ya que ahora tendrá a Buck para mantenerla. La condesa revela que ha estado financiando la carrera de la radio de Buck y que con Crystal, estará sin dinero y sin trabajo. Crystal se resigna al hecho de que volverá al mostrador de perfumes, y agrega: "Y, por cierto, hay un nombre para vosotras, pero no se usa en la alta sociedad, sino en una perrera".

## Reparto
- Norma Shearer como Mary Haines
- Joan Crawford como Crystal Allen
- Rosalind Russell como Sylvia Fowler
- Mary Boland como Condesa De Lave (Flora)
- Paulette Goddard como Miriam Aarons
- Phyllis Povah como Edith Potter
- Joan Fontaine como Peggy Day
- Lucile Watson como Sra. Morehead
- Marjorie Main como Lucy
- Virginia Grey como Pat
- Ruth Hussey como Srta. Watson
- Virginia Weidler como Mary Haines hija